# Romanki (Grande-Pologne)
Pour les articles homonymes, voir Romanki.
Romanki est une localité polonaise de la gmina de Blizanów, située dans le powiat de Kalisz en voïvodie de Grande-Pologne.